# San Marinese euromunten
De euro is behalve de munteenheid voor de lidstaten van de Europese Unie (EU) ook de munteenheid voor de ministaatjes San Marino, Monaco en Vaticaanstad. Deze drie landen waren de enige niet-EU-landen die eigen euromunten mogen slaan. Ze hebben dit recht omdat ze al voor de invoering van de euro monetaire overeenkomsten hadden met Frankrijk, respectievelijk Italië. Deze overeenkomsten zijn bij de invoering van de euro omgezet in vergelijkbare monetaire overeenkomsten met de Europese Centrale Bank. Sinds 1 juli 2013 mag ook Andorra haar eigen euromunten slaan.
San Marino heeft daadwerkelijk euromunten in omloop gebracht, door zogenaamde minikits met muntrollen uit te geven. Desondanks zijn, door de beperkte oplage, ook San Marinese euromunten zeldzaam. Hoewel, wettelijk gezien, geldig betaalmiddel in de hele EU, dienen deze munten in de praktijk vrijwel uitsluitend als verzamelobjecten. De munten worden geslagen door het Istituto Poligrafico e Zecca dello Stato. 

## Ontwerpen

### Eerste serie (2002-2016)
Alle acht San Marinese euromunten hebben een verschillend ontwerp. De ontwerpen worden omgeven door een tweetal denkbeeldige cirkels:
- de buitenste cirkel toont de twaalf sterren van de Europese Unie.
- de binnenste cirkel toont, op vier verschillende posities de landsnaam San Marino.

| 0,01 €                  | 0,02 €             | 0,05 €                        |
| ----------------------- | ------------------ | ----------------------------- |
|                         |                    |                               |
| La Guaita-toren         | Vrijheidsbeeld     | Il Montale-toren              |
| 0,10 €                  | 0,20 €             | 0,50 €                        |
|                         |                    |                               |
| Basiliek van San Marino | Marinus van Rimini | De drie torens van San Marino |
| 1,00 €                  | 2,00 €             | Rand van €2-munten            |
|                         |                    | drie keer herhaald            |
| Wapen van San Marino    | Palazzo Pubblico   |                               |

### Tweede serie (2017-heden)
Ook bij de tweede serie hebben alle acht San Marinese euromunten een verschillend ontwerp. De ontwerpen worden omgeven door een tweetal denkbeeldige cirkels:
- de buitenste cirkel toont de twaalf sterren van de Europese Unie.
- de binnenste cirkel toont, op acht verschillende posities de landsnaam San Marino.

| 0,01 €                              | 0,02 €                                                      | 0,05 €                                                                           |
| ----------------------------------- | ----------------------------------------------------------- | -------------------------------------------------------------------------------- |
|                                     |                                                             |                                                                                  |
| Wapen van San Marino                | De Stadspoort                                               | Kapucijnderkerk San Quirino                                                      |
| 0,10 €                              | 0,20 €                                                      | 0,50 €                                                                           |
|                                     |                                                             |                                                                                  |
| Façade van de kerk van Sint Francis | De drie torens van San Marino                               | Marinus van Rimini conform een detail van het schilderij van de schilder Petroso |
| 1,00 €                              | 2,00 €                                                      | Rand van €2 munten                                                               |
|                                     |                                                             | drie keer herhaald                                                               |
| De tweede toren, de La Cesta toren  | Marinus van Rimini als een detail van de schilder Urbinelli |                                                                                  |

### Herdenkingsmunten van € 2
- Herdenkingsmunt van 2004: Bartolomeo Borghesi
- Herdenkingsmunt van 2005: Wereldjaar van de Natuurkunde
- Herdenkingsmunt van 2006: 500ste sterfjaar van Christoffel Columbus
- Herdenkingsmunt van 2007: 200ste geboortedag van Giuseppe Garibaldi
- Herdenkingsmunt van 2008: Europees Jaar van de Interculturele Dialoog in Europa
- Herdenkingsmunt van 2009: Europees Jaar van de Creativiteit en Innovatie
- Herdenkingsmunt van 2010: 500ste sterfdag van Sandro Botticelli
- Herdenkingsmunt van 2011: 500ste geboortedag van Giorgio Vasari
- Herdenkingsmunt van 2012: 10 jaar euro
- Herdenkingsmunt van 2013: 500ste sterfdag van Bernardino Pinturicchio
- Herdenkingsmunt van 2014: 500ste sterfdag van Donato Bramante
- Herdenkingsmunt van 2014: 90ste sterfdag van Giacomo Puccini
- Herdenkingsmunt van 2015: 750ste geboortedag van Dante Alighieri
- Herdenkingsmunt van 2015: 25ste verjaardag van de hereniging van Oost- en West-Duitsland
- Herdenkingsmunt van 2016: 550ste sterfdag van Donatello
- Herdenkingsmunt van 2016: 400ste sterfdag van William Shakespeare
- Herdenkingsmunt van 2017: 750ste geboortedag van Giotto
- Herdenkingsmunt van 2017: Internationaal Jaar van Duurzaam Toerisme voor Ontwikkeling
- Herdenkingsmunt van 2018: 500ste geboortedag van Jacopo Tintoretto
- Herdenkingsmunt van 2018: 420ste geboortedag van Gian Lorenzo Bernini
- Herdenkingsmunt van 2019: 500ste sterfdag van Leonardo da Vinci
- Herdenkingsmunt van 2019: 550ste sterfdag van Filippo Lippi
- Herdenkingsmunt van 2020: 500ste sterfdag van Rafaël
- Herdenkingsmunt van 2020: 250ste sterfdag van Giambattista Tiepolo
- Herdenkingsmunt van 2021: 450ste geboortedag van Caravaggio
- Herdenkingsmunt van 2021: 550ste geboortedag van Albrecht Dürer
- Herdenkingsmunt van 2022: 530ste sterfdag van Piero della Francesca
- Herdenkingsmunt van 2022: 200ste sterfdag van Antonio Canova
- Herdenkingsmunt van 2023: 500ste sterfdag van Pietro Perugino
- Herdenkingsmunt van 2023: 500ste sterfdag van Luca Signorelli
- Herdenkingsmunt van 2024: 50ste verjaardag van de Verklaring van burgerrechten en de fundamentele beginselen van de San Marinese rechtsorde
- Herdenkingsmunt van 2024: 530ste sterfdag van Domenico Ghirlandaio
- Herdenkingsmunt van 2025: Heilig jaar 2025 - 'Pelgrims van de hoop'
- Herdenkingsmunt van 2025: 550ste geboortedag van Michelangelo